# Jonny Otten
Jonny Otten (Hagen, 31 gennaio 1961) è un ex calciatore tedesco, di ruolo difensore.

## Carriera

### Nazionale
Ha collezionato 6 presenze con la propria Nazionale.

## Palmarès

### Competizioni nazionali
- Campionato tedesco: 1 :

Werder Brema:1987-1988
- Coppa di Germania: 1 :

Werder Brema:1990-1991
- Supercoppa di Germania: 1 :

Werder Brema:1988

### Competizioni internazionali
- Coppa delle Coppe: 1 :

Werder Brema:1991-1992